# (10206) 1997 PC2
A (10206) 1997 PC2 a Naprendszer kisbolygóövében található aszteroida. L. L. Amburgey fedezte fel 1997. augusztus 7-én.

## Kapcsolódó szócikk
- Kisbolygók listája (10001–10500)